# Flegrea Film
La Flegrea Film è stata un'impresa di produzione cinematografica italiana con sede a Roma, attiva, nel periodo del cinema muto, dal 1916 al 1929.

## Storia
La casa di produzione Flegrea Film fu fondata a Roma nel 1916 dall'avvocato Mario Gargiulo, che era anche giornalista. Nel 1928 gli stabilimenti furono distrutti da un incendio e nel 1930 la società chiuse, dopo aver prodotto 31 film.

## Filmografia
1916
- Zingari, regia di Ubaldo Maria Del Colle
- Giovanni Episcopo, regia di Mario Gargiulo
- Cavalleria rusticana, regia di Ubaldo Maria Del Colle

1917
- L'Aquila, regia di Mario Gargiulo
- Graziella, regia di Mario Gargiulo
- Una donna, regia di Mario Gargiulo
- L'affare Cortese, cortometraggio

1918
- Il voto, regia di Mario Gargiulo
- Manon Lescaut, regia di Mario Gargiulo
- È passata una nuvola, regia di Mario Gargiulo

1919
- Mignon, regia di Mario Gargiulo
- Voce 'e notte, regia di Oreste Gherardini

1920
- L'ultima avventura, regia di Mario Gargiulo
- Luci rosse uscito anche come Un dramma a Porto Barros,
- Il crollo uscito anche come Lumie di Sicilia uscito anche come Sono lo sposo di Teresina, regia di Mario Gargiulo
- Brividi uscito anche come Un salto nel buio,
- Amore e la maschera, regia di Mario Gargiulo
- L'officina del Grigione, regia di Albert-Francis Bertoni

1921
- Che fareste voi?, regia di Mario Gargiulo
- Les adventures de Robinson Crusoe, regia di Mario Gargiulo e, per l'edizione francese, di Gaston Leprieur
- Il processo Montegu, regia di Albert-Francis Bertoni

1922
- Pulcinella, regia di Mario Gargiulo
- L'incomprensibile, regia di Mario Gargiulo

1923
- Il guazzabuglio, regia di Mario Gargiulo
- La baraonda, regia di Gian Orlando Vassallo
- Sovranetta, regia di Enrico Roma

1924
- Un giorno a Madera, regia di Mario Gargiulo
- Cavalleria rusticana, regia di Mario Gargiulo

1925
- Fra’ Diavolo, regia di Mario Gargiulo e Roberto Roberti

1928
- Valle santa, regia di Mario Gargiulo